# Prasinohaema
Prasinohaema – rodzaj jaszczurek z podrodziny Sphenomorphinae w rodzinie scynkowatych (Scincidae).

## Zasięg występowania
Rodzaj obejmuje gatunki występujące na Nowej Gwinei, Wyspach d’Entrecasteaux, Luizjadach i Wyspach Salomona. 

## Systematyka

### Etymologia
Prasinohaema: gr. πρασινος prasinos „zielonkawy jak por, jasnozielony”, od πρασον prason „por”; αἱμα haima, αἱματος haimatos „krew”.

### Podział systematyczny
Do rodzaju należą następujące gatunki: 
- Prasinohaema flavipes (Parker, 1936)
- Prasinohaema parkeri (Smith, 1937)
- Prasinohaema prehensicauda (Loveridge, 1945)
- Prasinohaema scurrula Slavenko, Shea, Richards & Oliver, 2025
- Prasinohaema semoni (Oudemans, 1894)
- Prasinohaema virens (Peters, 1881)